# ベトナム国立交響楽団
ベトナム国立交響楽団（ベトナム語: Dàn nhạc giao hưởng Việt Nam、英語: Vietnam National Symphony Orchestra、略称：VNSO）は、ベトナムを代表するオーケストラ。

## 概要
1959年に創立された。首都ハノイを拠点とし、約60名の楽団員を擁する。本名徹次が2001年からミュージック・アドヴァイザー兼指揮者、現在は音楽監督兼首席指揮者を務める。　
2004年、2008年、2013年に来日公演を行い、2018年7月には日越外交関係樹立45周年を記念して公演を行っている。